# Nocomis micropogon
Nocomis micropogon es una especie de peces de la familia de los Cyprinidae en el orden de los Cypriniformes.

## Morfología y apariencia
Los machos pueden llegar alcanzar los 33 cm de longitud total.  Es un pez robusto, de color oliváceo oscuro en la parte superior a amarillo oscuro en la inferior con aletas de color rojo anaranjado, escamas grandes, una boca grande y un pequeño barbo (órgano similar a un bigote) en las esquinas de la mandíbula.

## Hábitat
Es un pez de agua dulce.

## Distribución geográfica
Se encuentran en Norteamérica.